# Andrés Arteaga
Andrés Arteaga Manieu (ur. 17 stycznia 1959 w Santiago) – chilijski duchowny katolicki, biskup pomocniczy Santiago de Chile od 2001.

## Życiorys
Wstąpił do seminarium duchownego w Santiago. Doktoryzował się z teologii na Chilijskim Papieskim Uniwersytecie Katolickim.
Święcenia kapłańskie otrzymał 31 maja 1986 i został inkardynowany do archidiecezji Santiago de Chile. Po pięcioletnim stażu wikariuszowskim został prefektem studiów w miejscowym seminarium. W 1999 został wicedziekanem wydziału teologicznego Papieskiego Uniwersytetu Katolickiego, zaś rok później został wicekanclerzem tejże uczelni.

### Episkopat
10 lipca 2001 papież Jan Paweł II mianował go biskupem pomocniczym archidiecezji Santiago de Chile, ze stolicą tytularną Baliana. Sakry biskupiej udzielił mu 19 sierpnia 2001 ówczesny arcybiskup metropolita Santiago de Chile - Francisco Javier Errázuriz Ossa.